# Heteromorpha
Heteromorpha är ett släkte i familjen flockblommiga växter.

## Arter
Släktet omfattar åtta arter som förekommer i tropiska och södra Afrika samt på sydvästra Arabiska halvön:
- Heteromorpha arborescens (Spreng.) Cham. & Schltdl.
- Heteromorpha gossweileri (C.Norman) C.Norman
- Heteromorpha involucrata Conrath
- Heteromorpha montana (P.J.D.Winter) J.E.Burrows
- Heteromorpha occidentalis P.J.D.Winter
- Heteromorpha papillosa C.C.Towns.
- Heteromorpha pubescens Burtt Davy
- Heteromorpha stenophylla Welw. ex Schinz

## Bildgalleri

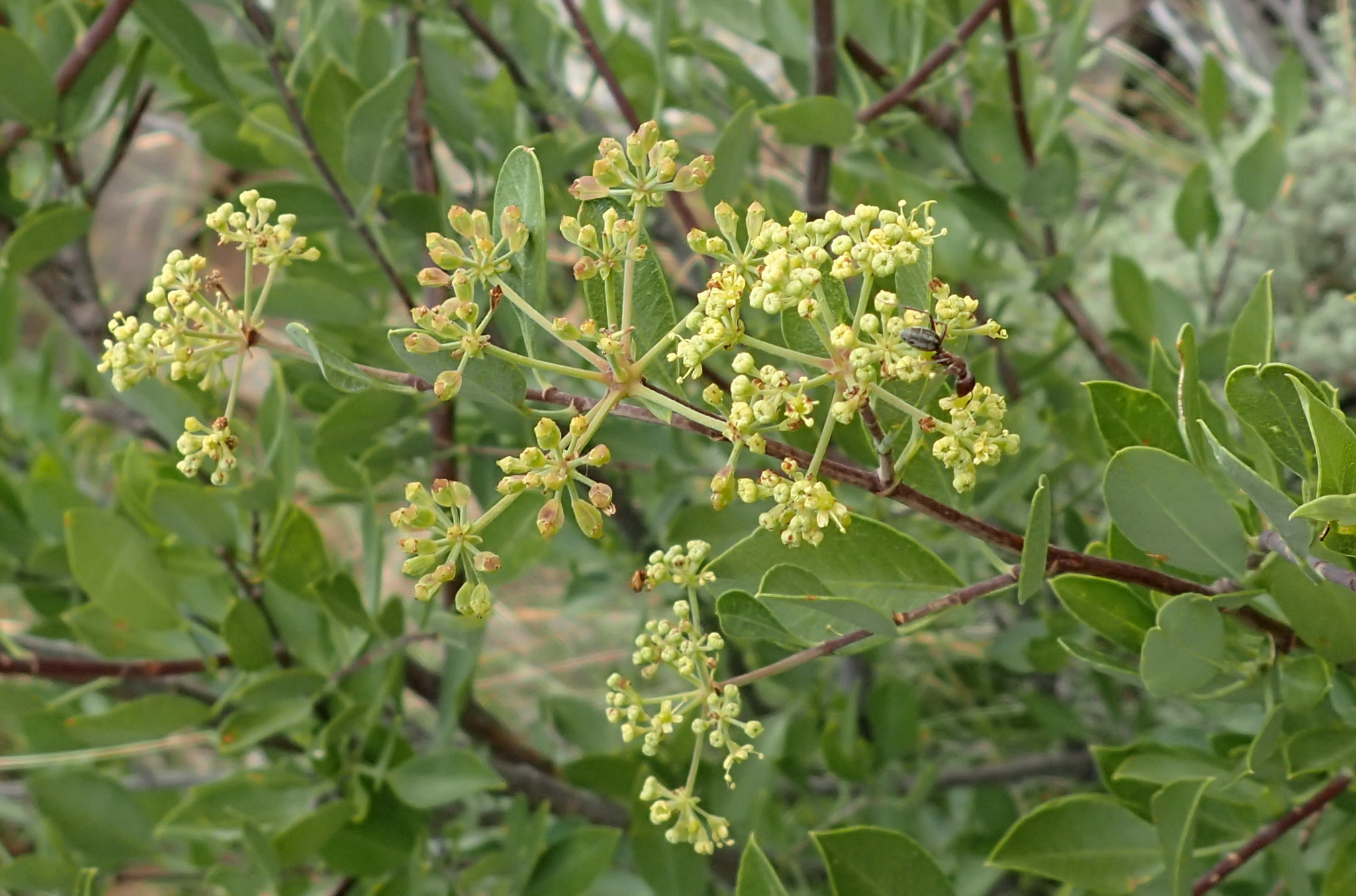
H. arborescens, Sydafrika
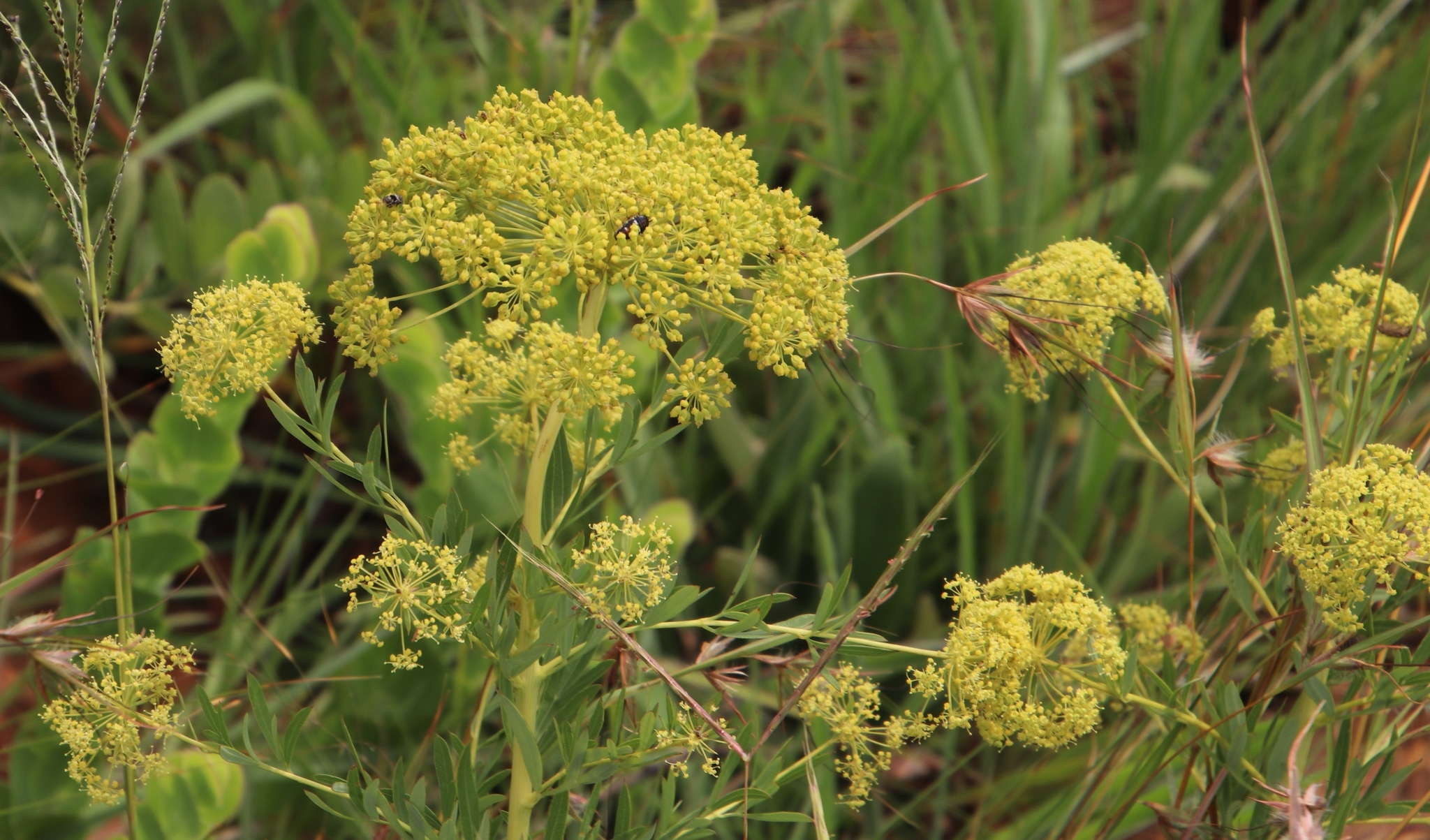
H. involucrata, Sydafrika